# ウンデカナール
ウンデカナール（英: Undecanal）は、脂肪族アルデヒドの一種である。無色ないし薄い黄色の液体で、脂肪臭およびバラに似た芳香を持つ。天然にはオレンジ、マンダリン、レモン、ライムなどの果皮から発見されている。

## 用途
フレグランスやトイレタリー製品の変調剤として利用される。日本の消防法では危険物第4類第3石油類（非水溶性）に区分される。

## 製法
ウンデカノールの脱水素化または酸化反応により製造される。